# Gustav Winckler
Gustav Frands Wilzeck Winckler (13 ottobre 1925 – 20 gennaio 1979) è stato un cantante danese.
Ha rappresentato la Danimarca all'Eurovision Song Contest 1957, dove ha cantato con Birthe Wilke il brano Skibet Skal Sejle I Nat.
È morto a causa di un incidente stradale all'età di 53 anni.